# 朱有熲
遂平悼恭王朱有熲（1405年—1438年），明朝周藩第一代遂平王，周定王朱橚的庶第十子。

## 生平
宣德二年（1427年），封遂平王。
正統三年（1438年），朱有熲去世，享年三十四歲，諡號悼恭。一年後，庶長子朱子墌襲爵。

## 家庭

### 妻
- 李氏，中兵馬副指揮李潤女，宣德二年（1427年）冊為遂平王妃[1]，宣德三年（1428年）薨[3]

### 妾
- 李氏，生朱子墌[4]

### 子
- 庶長子：遂平榮靖王朱子墌[5]
- 庶次子：鎮國將軍朱子𡐾，正統十三年（1448年）五月賜名[6]，六月賜誥命冠服[7]
  - 庶五子：朱同鑅，弘治十四年（1501年）正月賜名[8]